# Amenerquepexefe (filho de Ramessés II)
Amenerquepexefe (faleceu cerca de 1 254 a.C.; também Amonircopexefe, Amuneruenemefe e Amunerquepexefe para distingui-lo de pessoas posteriores com o mesmo nome) foi o filho primogênito do faraó Ramessés II e da rainha Nefertari.

## Nome
Ele nasceu quando seu pai ainda era um co-regente com Seti I. Ele foi originalmente chamado de Amuneruenemefe (lit.  "Amom Está com o Braço Direito"). Ele mudou seu nome para Amunerquepexefe (lit.  "Amom Está com o Braço Forte") no início do reinado de seu pai. Ele parece ter mudado seu nome mais uma vez para Seterquepexefe por volta do ano 20 de Ramessés II. Seterquepexefe era anteriormente considerado outro filho de Ramessés II.

## Biografia
Amenerquepexefe foi o príncipe herdeiro do Egito durante os primeiros 25 anos do reinado de Ramessés II, mas acabou morrendo antes de seu pai no ano 25 do reinado de seu pai. Ramessés, o segundo filho mais velho de Ramessés II, o sucedeu como príncipe herdeiro por mais 25 anos (do ano 25 ao ano 50 do reinado do faraó). Merneptá, o 13º filho de Ramessés II, mais tarde assumiria o trono no ano 67 de Ramessés II.
Amenerquepexefe, como herdeiro do trono, possuía vários títulos. Alguns deles eram únicos, como "Comandante das Tropas", "Confiante Efetivo" e "Filho Mais Velho do Rei de Seu Corpo". Alguns de seus outros títulos foram compartilhados com outros príncipes proeminentes, como "Portador do Leque na Mão Direita do Rei " e "Escriba Real". Seus títulos indicam que ele ocupava uma posição elevada no exército e, de acordo com algumas representações em relevo, ele e seu meio-irmão mais novo Caemuassete lutaram na Batalha de Cades e nas campanhas na Núbia (ou pelo menos ele acompanhou seu pai para essas batalhas). Ele aparece em uma parede do Templo de Beit el-Uáli. Amenerquepexefe estava envolvido em uma troca de correspondência diplomática com os hititas após o tratado de paz do ano 21 de Ramessés II com eles.
Estátuas e representações de Amenerquepexefe aparecem nos famosos templos de seu pai em Abul-Simbel, Luxor, no Ramesseum e no templo de Abidos de Seti. Ele é retratado com seu pai laçando um touro nas paredes do templo de Abidos e aparece com frequência nas estátuas de Ramessés II. Acredita-se que ele morreu na praga final do Egito, a morte do primogênito.

## Morte
Amenerquepexefe morreu por volta do ano 25 do reinado de seu pai. Ele é conhecido por ter tido uma esposa chamada Nefertari – que poderia ser idêntica à filha de Ramessés, Nefertari, possivelmente uma filha da rainha Nefertari – e um filho chamado Seti. O próximo príncipe herdeiro foi seu meio-irmão Ramessés, o filho mais velho da rainha Iseteneferte. Amenerquepexefe foi enterrado na tumba KV5 no Vale dos Reis, em uma grande tumba construída para os filhos de Ramessés II. Seu enterro foi aparentemente inspecionado no ano 53 de Ramsés II.
Entre os artefatos encontrados na tumba estavam potes canópicos marcados com o nome de Amenerquepexefe e contendo órgãos. Também foram encontrados ossos de quatro machos, incluindo um crânio com uma fratura profunda, que se acredita ter sido feita por uma maça.